# Egemen Korkmaz
Egemen Korkmaz (Balıkesir, 3 novembre 1982) è un allenatore di calcio ed ex calciatore turco, di ruolo difensore, vice allenatore del Trabzonspor.

## Carriera

### Club
Cresciuto nel settore giovanile del Balıkesirspor, debutta in prima squadra nel 1999, collezionando 14 presenze. Dopo una parentesi al Kartalspor (41 presenze e 4 reti), si trasferisce nel 2002 al Bursaspor, dove resta per sei stagioni totalizzando 177 presenze e 5 gol in campionato.
Nel 2008 passa al Trabzonspor, club con cui disputa tre stagioni ad alti livelli, segnando 6 reti in 84 presenze. Dopo una stagione al Beşiktaş (31 presenze e 1 gol), si trasferisce al Fenerbahçe nel 2012, con cui gioca 57 partite di campionato, andando a segno 4 volte.
Nel 2015 si trasferisce in Svizzera per giocare nel FC Wil, dove disputa due stagioni. Rientrato in Turchia, milita nell’İstanbul Başakşehir senza mai scendere in campo, prima di chiudere la carriera agonistica nel BB Erzurumspor nel 2019.

### Nazionale
Ha rappresentato la Turchia a vari livelli giovanili: Under-18, Under-20, Under-21 e A2. Tra il 2011 e il 2013 ha collezionato 9 presenze con la nazionale maggiore, senza segnare reti.

### Allenatore
Dopo il ritiro dall’attività agonistica nel 2019, entra nello staff tecnico del Denizlispor come vice allenatore. Nel 2020 ricopre lo stesso ruolo al BB Erzurumspor, per poi passare al Trabzonspor dove svolge il ruolo di vice allenatore dal 2020 al 2022 e nuovamente a partire dal 2023.

## Palmarès

### Giocatore

#### Competizioni nazionali
- Campionato turco: 1

Fenerbahçe: 2013-2014
- Supercoppa di Turchia: 2

Trazbonspor: 2010
Fenerbahçe: 2014
- Coppa di Turchia: 1

Fenerbahçe: 2012-2013